# Sudden Death Game
Sudden Death Game (サドンデスゲーム?) è un brano musicale del gruppo musicale giapponese Nico Touches the Walls, pubblicato come loro settimo singolo l'11 agosto 2010. Il brano è incluso nell'album Passenger, terzo lavoro della band. Il singolo ha raggiunto la ventottesima posizione della classifica Oricon dei singoli più venduti in Giappone.

## Tracce
CD Singolo
1. Sudden Death Game (サドンデスゲーム)
2. Naku no wa Yamete (泣くのはやめて)
3. Sudden Death Game Instrumental
4. Sudden Death Game Instrumental (Mitsumura Guitar)
5. Sudden Death Game Instrumental (Furumura Guitar)
6. Sudden Death Game Instrumental (Sakakura Bass)
7. Sudden Death Game Instrumental (Tsuhima Drums)

## Classifiche
| Classifica (2010) | Posizione più alta |
| ----------------- | ------------------ |
| Giappone (Oricon) | 28                 |